# Limerick City (kiesdistrict)
Limerick City is een kiesdistrict in Ierland dat gebruikt wordt voor verkiezingen voor Dáil Éireann, het lagerhuis van het Ierse parlement. Het district omvat de stad Limerick met de aangrenzende gebieden. Het district werd gevormd voor de verkiezingen van 2011 en vervangt grotendeels het kiesdistrict Limerick East. Het district kiest 4 leden voor Dáil Éireann.
Bij de verkiezingen in 2016 koos in Limerick 1 lid van Fianna Fáil, van Fine Gael, van Sinn Féin en van Labour. Sinn Féin veroverde daarbij een zetel op Fine Gael.

## Referendum
Bij het abortusreferendum in 2018 stemde in het kiesdistrict 66,9% van de opgekomen kiezers voor afschaffing van het abortusverbod in de grondwet.